# Refinació metal·lúrgica

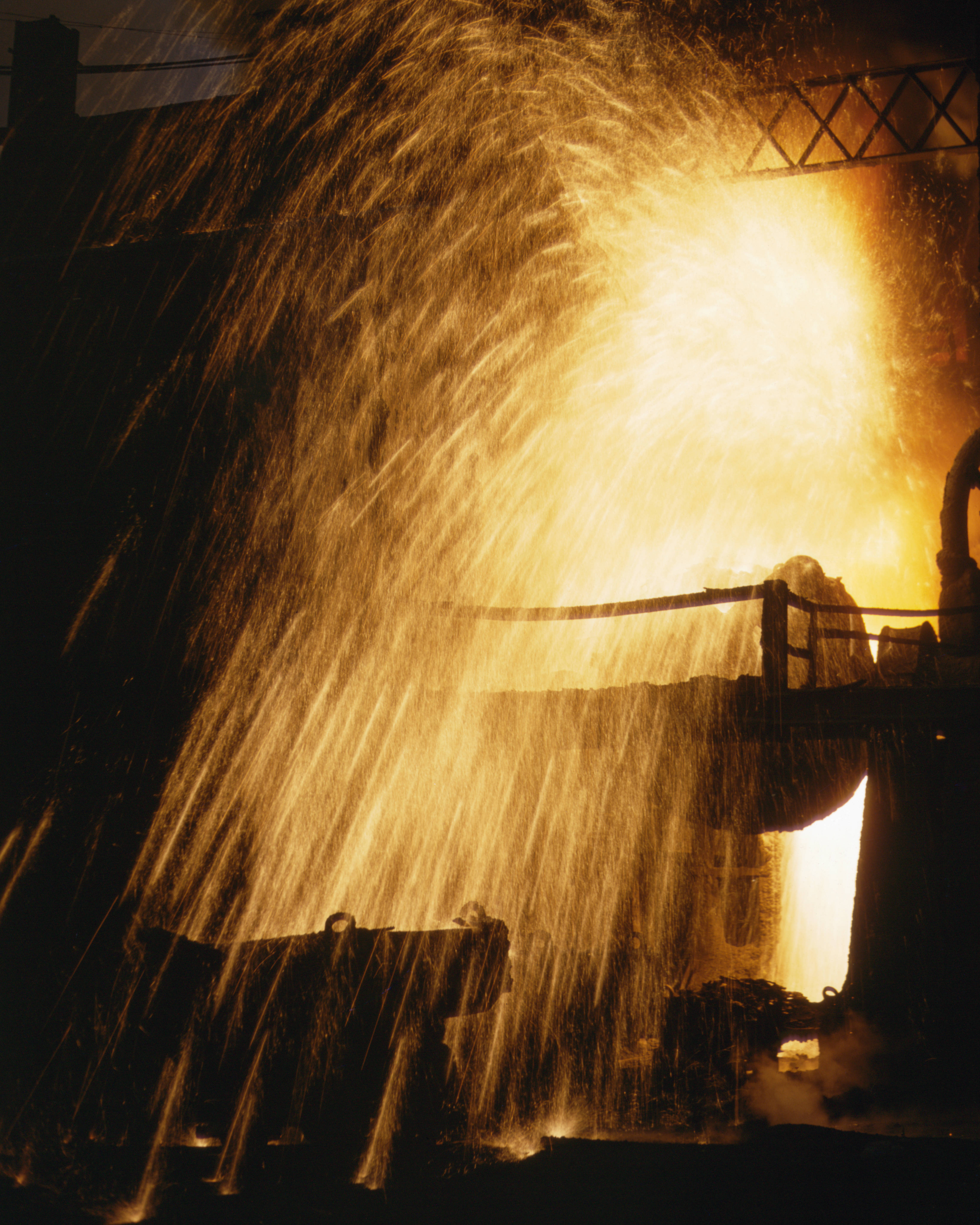
Imatge d'una indústria d'alta fundició.

En metal·lúrgia, la refinació consisteix a purificar un metall impur. Es distingeix d'altres processos com la fosa i la calcinació en el fet que els dos impliquen un canvi químic de la matèria primera, mentre que a la refinació el material final és químicament idèntic a l'original, però més pur. Els processos utilitzats són de molts tipus, i inclouen tècniques pirometal·lúrgiques i hidrometal·lúrgiques.